# Vincenzo Bonaventura Medori
Vincenzo Bonaventura Medori (Bagnoregio, 30 novembre 1895 – Teano, 12 agosto 1950) è stato un vescovo cattolico italiano.

## Biografia
Monsignor Vincenzo Bonaventura Medori nacque il 30 novembre del 1895 a Bagnoregio, comune italiano in provincia di Viterbo.
Entrato in seminario, venne ordinato sacerdote per la diocesi di Bagnoregio nella chiesa di San Donato il 9 luglio 1922 dal vescovo Ludovico Antomelli.
Vicario parrocchiale di Lubriano, ricoprì poi l'ufficio di vicario generale della diocesi.
Il 17 luglio 1945 venne nominato da papa Pio XII vescovo di Calvi e Teano.
Ricevette la consacrazione episcopale nella cattedrale di Teano il 30 settembre dello stesso anno dal vescovo Luigi Rosa, vescovo di Bagnoregio, coconsacranti i vescovi Adelchi Albanesi e Giovanni Rosi.
Nel 1946 decise di frazionare la parrocchia di San Giorgio della comunità di Pignataro Maggiore, per consentire la costruzione di una nuova parrocchia nel rione Gradone. La realizzazione della nuova circoscrizione territoriale ecclesiastica fu decisa il 1º luglio 1946 con un decreto stilato in lingua latina, firmato dallo stesso vescovo Medori nel palazzo vescovile. Il decreto fu letto e pubblicato ufficialmente il 3 luglio 1947 alla presenza dei canonici e del vicario generale delle diocesi di Calvi e Teano.
Si dedicò sostanzialmente alla ricostruzione materiale e morale delle due diocesi campane prendendosi cura in particolar modo del seminario, delle due cattedrali, dell'azione cattolica e degli interessi riguardanti il mondo del lavoro.
Colpito da un grave tumore ai polmoni, morì a Teano il 12 agosto 1950 all'età di cinquantaquattro anni; dopo le esequie il suo feretro fu riportato nella città natale di Bagnoregio e ivi sepolto nella chiesa di Sant'Agostino, da lui amata e restaurata a proprie spese.

## Genealogia episcopale
La genealogia episcopale è:
- Cardinale Scipione Rebiba
- Cardinale Giulio Antonio Santori
- Cardinale Girolamo Bernerio, O.P.
- Arcivescovo Galeazzo Sanvitale
- Cardinale Ludovico Ludovisi
- Cardinale Luigi Caetani
- Cardinale Ulderico Carpegna
- Cardinale Paluzzo Paluzzi Altieri degli Albertoni
- Papa Benedetto XIII
- Papa Benedetto XIV
- Papa Clemente XIII
- Cardinale Marcantonio Colonna
- Cardinale Giacinto Sigismondo Gerdil, B.
- Cardinale Giulio Maria della Somaglia
- Cardinale Carlo Odescalchi, S.I.
- Cardinale Costantino Patrizi Naro
- Vescovo Emiliano Manacorda
- Vescovo Giovanni Andrea Masera
- Vescovo Albino Pella
- Arcivescovo Giovanni Sismondo
- Vescovo Luigi Rosa
- Vescovo Vincenzo Bonaventura Medori